# Aminokwas ketogenny
Aminokwas ketogenny – aminokwas, który jest rozkładany do acetylo-CoA lub acetoacetylo-CoA dostarczając β-ketokwasu jakim jest acetooctan, który jest prekursorem ciał ketonowych. Do tej grupy należą fenyloalanina, izoleucyna, leucyna, lizyna, tryptofan i tyrozyna.